# Bergouey-Viellenave
Bergouey-Viellenave település Franciaországban, Pyrénées-Atlantiques megyében. Lakosainak száma 120 fő (2022. január 1.). Bergouey-Viellenave Ilharre, Labets-Biscay, Arraute-Charritte, Masparraute, Arancou és Labastide-Villefranche községekkel határos.

## Népesség
A település népességének változása:
| Lakosok száma | 125  | 119  | 116  | 116  | 116  | 116  | 117  | 120  |
|               | 2013 | 2015 | 2017 | 2018 | 2019 | 2020 | 2021 | 2022 |